# Ráštríj svajamsévak sangh
Ráštríj svajamsévak sangh (hindsky राष्ट्रीय स्वयंसेवक संघ, česky Národní svaz dobrovolníků) je hinduistická nacionalistická organizace, založená v roce 1925. Je vůdčí silou neoficiálního seskupení hinduistických organizací Sangh parivár (česky svazová rodina). Někdy je označována za extremistickou a během své existence byla již třikrát zakázána: v roce 1948 po zavraždění Mahátmy Gándhího, v letech 1975–1977 při výjimečném stavu a v roce 1992 po zbourání Báburovy mešity.
Jejím členem byl např. také Naréndra Módí.